# Stadionul Municipal (Hîncești)
El Stadionul Municipal (anteriormente llamado Stadionul Orășenesc Hîncești) es un estadio de fútbol ubicado en Hîncești, Moldavia. El estadio tiene capacidad para 2672 espectadores y fue inaugurado en 1975. El estadio alberga los partidos de local del Petrocub Hîncești.